# Maria Teresa de Nápoles e Sicília
Maria Teresa Carolina Josefina de Nápoles e Sicília (em italiano: Maria Teresa Carolina Giuseppina di Borbone; Nápoles, 6 de junho de 1772 – Viena, 13 de abril de 1807) foi a segunda esposa de Francisco II & I, sua primeira esposa foi Isabel de Württemberg, Maria Teresa era Imperatriz Consorte do Sacro Império Romano-Germânico de 1792 até 1804 quando se tornou Imperatriz Consorte da Áustria até sua morte. Era filha de Fernando I das Duas Sicílias e Maria Carolina da Áustria, e mãe da Imperatriz dos Franceses e da Imperatriz do Brasil.

## Biografia

### Primeiros anos

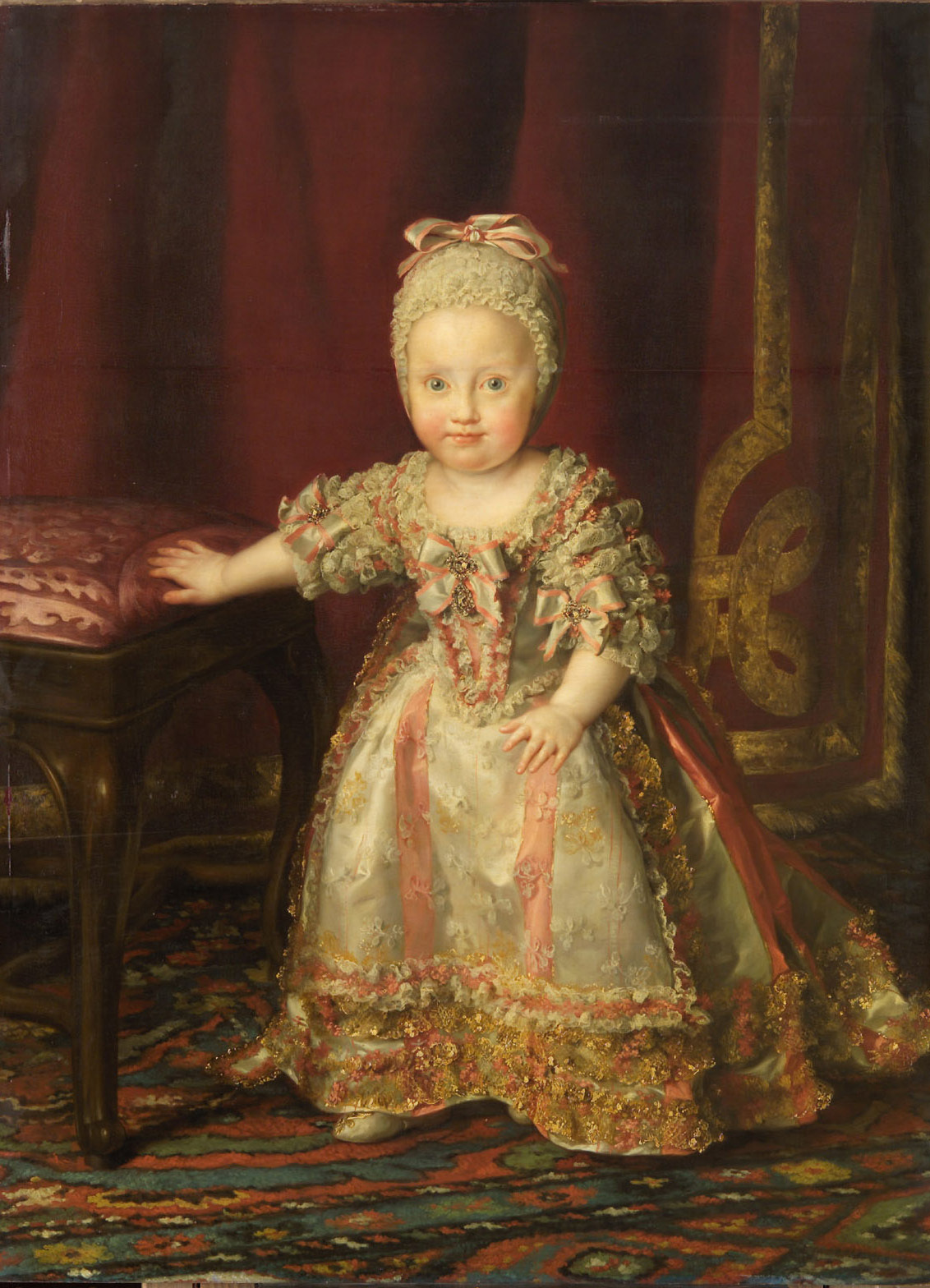
Maria Teresa quando criança
Anton Raphael Mengs, 1773

Maria Teresa nasceu no Palácio Real de Nápoles, ela era a filha mais velha do rei Fernando I das Duas Sicílias e de sua esposa a arquiduquesa Maria Carolina da Áustria. Seu pai era filho de Carlos III da Espanha e da princesa Maria Amália da Saxônia e sua mãe era filha do imperador Francisco Estêvão e de Maria Teresa da Áustria. Ela era o filha favorita de sua mãe desde o nascimento até deixar a corte napolitana para se casar. Através de sua mãe era sobrinha da rainha Maria Antonieta da França.
Após a primeira esposa do imperador Francisco, a princesa Isabel de Württemberg, tia do herdeiro da Rússia, ter morrido ao dar à luz a em 18 de fevereiro de 1790, foi anunciado que ele se casaria com uma das princesas de Nápoles. Isso estava de acordo com a tradicional política de casamento dos Habsburgos. Maria Teresa e sua irmã Princesa Luísa foram ambas consideradas para a partida. No final, Luísa foi escolhida para se casar com Fernando III da Toscana, e Maria Teresa para se casar com Francisco.

### Casamento
Em 19 de setembro de 1790, em Viena, Maria Teresa se casou com seu primo de primeiro grau, o futuro Francisco I da Áustria.

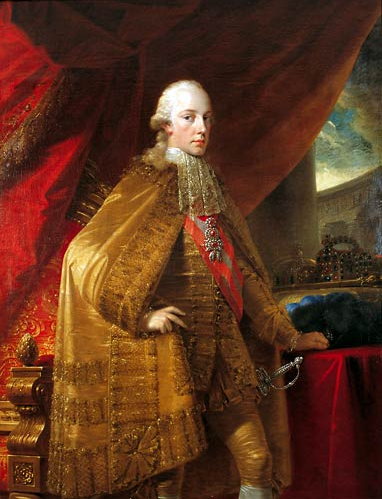
Francisco I e II da Austria Marido de Maria Teresa

O casal é descrito como feliz, baseado na boa compreensão mútua, apesar das diferenças de personalidade. Francisco foi descrito como um personagem melancólico, tímido e reservado, sério e com uma preferência por um estilo de vida espartano e dever, e com uma aparência pálida e abatida. Maria Teresa, por outro lado, era descrita como uma loira graciosa de olhos azuis com lábios carnudos, mas um nariz grande, com uma personalidade vivaz, um temperamento quente e uma natureza sensual. Apesar dessas diferenças na aparência e personalidade, no entanto, eles foram relatados para ter uma boa compreensão do outro e tinha um relacionamento muito bom.
Maria Teresa supostamente se adaptou bem à sua nova casa em Viena e não sofreu com a saudade de casa. Ela adorava entretenimento, e participou com entusiasmo na vida da corte, e notou-se que ela gostava de dançar, participando de cada baile de carnaval na corte, mesmo durante a gravidez. Ela gostou particularmente da Valsa, que foi recentemente introduzida como uma inovação e tornou-se moda durante a sua vida em Viena.
Edviges de Holsácia-Gottorp descreveu a visão de Maria Teresa e a relação entre o casal em seu famoso diário durante sua visita a Viena em 1798-99:
A imperatriz tem a reputação de ser tão ciumenta que ela não permite que ele participe da vida social ou conheça outras mulheres. Línguas cruéis a acusam de ser tão apaixonada que ela esgota sua consorte e nunca o deixa sozinho nem por um momento. Embora o povo de Viena não possa negar que ela é dotada, caridosa e carrega-se lindamente, ela não gosta de sua intolerância e de forçar o Imperador a viver isolado de todos. Ela também é acusada de se interessar por assuntos sem importância e socializar exclusivamente com suas companheiras. Com eles, ela passa as noites cantando, fazendo comédias e sendo aplaudida.
Em fevereiro de 1799, sua aparente indiferença à revolução contra os pais em Nápoles atraiu alguns desfavorecimentos em Viena. Edviges Isabel Carlota também relata uma cena descrita a ela por um estrangeiro, que subornou seu caminho para o parque privado em Laxemburgo e foi testemunhar uma cena entre o casal:
"Ele viu o imperador sentado em um banco, sozinho em seus pensamentos. Imediatamente, a imperatriz veio buscá-lo, e ele exaltou:" Você nunca pode me deixar em paz, para que eu possa respirar por um momento? Pelo amor de Deus, não me siga o tempo todo." 
A imperatriz Maria Teresa estava interessada na política e passou a desempenhar um certo papel nos assuntos do Estado devido à sua influência sobre o cônjuge, para quem ela atuava como consultora. Ela era uma força conservadora e pertencia aos críticos de Napoleão I, e foi relatado para ter encorajado Francisco em uma posição anti-francesa durante as Guerras Napoleônicas. Ela também foi apontada por ser parcialmente responsável pela demissão de Johann Baptist Freiherr von Schloissnigg e Graf Franz Colloredo.
Um importante patrono da música vienense, ela encomendou muitas composições para uso oficial e privado. Joseph Haydn escreveu seu Te Deum para coro e orquestra a pedido dela. Seus compositores favoritos incluíam Paul Wranitzky e Joseph Leopold Eybler, um compositor de música sacra.
A irmã mais nova de Maria Teresa a princesa Maria Amélia de Nápoles e Sicília foi em 1830 Rainha da França. Através deles, Maria Teresa foi postumamente a tia-avó em 1857 do arquiduque austríaco e, mais tarde imperador Maximiliano I do México que se casou com Carlota da Bélgica, Imperatriz do México.
O neto de Maria Teresa, Pedro II do Brasil, filho do imperador Pedro I do Brasil e da arquiduquesa Maria Leopoldina da Áustria casou com Teresa Cristina de Duas Sicílias, princesa de Nápoles e Sicília, que era prima de Pedro I, marido de Maria Leopoldina, filha de Maria Teresa.

### Morte
Maria Teresa faleceu em Hofburg, no dia 13 de abril de 1807, devido a complicações após o parto prematuro de sua filha Amélia Teresa. O seu marido ficou devastado não assistindo ao seu funeral. Seu marido, o Imperador, casou-se, após sua morte, mais duas vezes.

## Títulos e honras

### Títulos e estilos
- 6 de junho de 1772 – 15 de setembro de 1790: "Sua Alteza Real, a Princesa Maria Teresa das Duas Sicílias"
- 15 de setembro de 1790 – 1 de março de 1792: "Sua Alteza Imperial e Real, a Arquiduquesa Maria Teresa da Áustria, Princesa da Hungria, Croácia e Boêmia, etc."
- 1 de março de 1792 – 6 de agosto de 1806: "Sua Majestade Imperial e Real Apostólica, a Imperatriz Romano-Germânica, Rainha da Hungria, Croácia e Boêmia, etc."
- 11 de agosto de 1804 – 13 de abril de 1807: "Sua Majestade Imperial e Real Apostólica, a Imperatriz da Áustria, Rainha da Hungria, Croácia e Boêmia, etc."

## Descendência

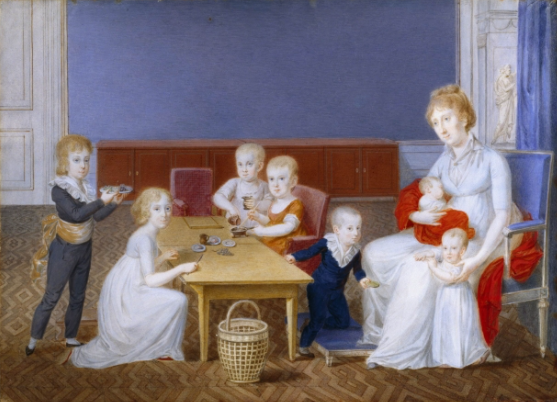
Maria Teresa com seus Filhos

| Nome                          | Pintura | Nascimento             | Morte                            | Observações |
| ----------------------------- | ------- | ---------------------- | -------------------------------- | --- |
| Maria Luísa, Duquesa de Parma |         | 12 de dezembro de 1791 | 17 de dezembro de 1847 (56 anos) | Casou-se pela primeira vez com o imperador Napoleão Bonaparte, com descendência; casou-se pela segunda vez com Adam Albert von Neipperg, com descendência; casou-se pela terceira vez com Charles-René de Bombelles, sem descendência. |
| Fernando I da Áustria         |         | 19 de abril de 1793    | 29 de junho de 1875 (82 anos)    | Casou-se com Maria Ana de Saboia, sem descendência; |
| Maria Carolina                |         | 8 de junho de 1794     | 16 de março de 1795 (9 meses)    | Morreu na infância. |
| Carolina Luísa                |         | 22 de dezembro de 1795 | 30 de junho de 1799 (3 anos)     | Morreu na infância. |
| Maria Leopoldina da Áustria   |         | 22 de janeiro de 1797  | 11 de dezembro de 1826 (29 anos) | Casou-se com Pedro I do Brasil, com descendência. |
| Maria Clementina da Áustria   |         | 1 de março de 1798     | 3 de setembro de 1881 (83 anos)  | Casou-se com seu tio Leopoldo, Príncipe de Salerno, com descendência. |
| José Francisco da Áustria     |         | 9 de abril de 1799     | 30 de junho de 1807 (8 anos)     | Morreu na infância algumas semanas após a morte de sua mãe. |
| Maria Carolina da Áustria     |         | 8 de abril de 1801     | 22 de maio de 1832 (31 anos)     | Casou-se com Frederico Augusto II da Saxônia, sem descendência. |
| Francisco Carlos da Áustria   |         | 17 de dezembro de 1802 | 8 de março de 1878 (75 anos)     | Casou-se com Sofia da Baviera, com descendência. |
| Maria Ana da Áustria          |         | 8 de junho de 1804     | 28 de dezembro de 1858 (54 anos) | Nasceu com deficiência intelectual (como seu irmão mais velho, o imperador Fernando I) e sofria de uma grave deformidade facial; morreu solteira e sem descendência.                                                                   |
| João Nepomuceno               |         | 30 de agosto de 1805   | 19 de fevereiro de 1809 (3 anos) | Morreu na infância. |
| Amélia Teresa                 |         | 6 de abril de 1807     | 9 de abril de 1807 (3 dias)      | Morreu três dias após o nascimento. |